# Krystian Langer
Krystian Langer (ur. 2 sierpnia 1943 w Katowicach, zm. 11 lutego 2004 tamże) – polski pływak i piłkarz wodny, mistrz, rekordzista i reprezentant Polski w pływaniu.

## Życiorys
Był zawodnikiem Górnika 20 Katowice (1953–1964), GKS Katowice (1964–1973), uprawiał także piłkę wodną w barwach Polonii Bytom (1965–1966). Jego trenerem był Jerzy Królik.
Na mistrzostwach Polski seniorów na basenie 50-metrowym wywalczył indywidualnie dziesięć złotych medali: dwa na 200 metrów stylem dowolnym (1966, 1967), cztery na 400 metrów stylem dowolnym (1962, 1966, 1967, 1968) i cztery na 1500 metrów stylem dowolnym (1966, 1967, 1969, 1970). Dziewięciokrotnie był indywidualnym wicemistrzem Polski: na 200 metrów stylem dowolnym (1968, 1969), na 400 metrów stylem dowolnym (1964, 1965, 1970), na 1500 metrów stylem dowolnym (1960, 1961, 1964, 1965). Trzykrotnie zdobywał brązowy medal mistrzostw Polski: na 100 metrów stylem dowolnym (1967, 1970), na 200 metrów stylem dowolnym (1970).
Na zimowych mistrzostwach Polski wywalczył indywidualnie dwanaście złotych medali (100 metrów stylem dowolnym – 1967, 200 metrów stylem dowolnym – 1966, 1967, 400 metrów stylem dowolnym – 1965, 1966, 1967, 1968, 1970, 1500 metrów stylem dowolnym – 1966, 1967, 1968, 1969), sześć medali srebrnych (200 metrów stylem dowolnym – 1965, 400 metrów stylem dowolnym – 1962, 1964, 1969, 800 metrów stylem dowolnym – 1960, 1500 metrów stylem dowolnym – 1970) i pięć medali brązowych (200 metrów stylem dowolnym – 1969, 1970, 1972, 400 metrów stylem dowolnym – 1961, 1972).
Na basenie 50-metrowym wielokrotnie poprawiał rekordy Polski: czterokrotnie na 200 metrów stylem dowolnym (od 2:05,0 (11.07.1966) do 2:02,9 (28.06.1968)), pięciokrotnie na 400 metrów stylem dowolnym (od 4:34,2 (25.06.1966) do 4:19,7 (26.08.1967), czterokrotnie na 800 metrów stylem dowolnym (od 9:53,4 (24.07.1962) do 9:14,6 (29.06.1968), pięciokrotnie na 1500 metrów stylem dowolnym (od 18:38,5 (24.08.1962) do 17:22,8 (29.06.1968)). Był także rekordzistą Polski w sztafecie 4 x 100 metrów stylem dowolnym (czterokrotnie: od 3:51,1 (5.04.1967) do 3:42,09 (9.09.1970)), sztafecie 4 x 200 m (trzykrotnie: od 8:18,7 (17.08.1968) do 8:12,3 (11.09.1970).
Startował na mistrzostwach Europy w 1962, gdzie na 1500 metrów stylem dowolnym odpadł w eliminacjach, z wynikiem 18:38,5 (10 czas eliminacji) – był to rekord Polski na tym dystansie). Na mistrzostwach Europy w 1966 zajął 7. miejsce w finale wyścigu na 1500 metrów stylem dowolnym, z wynikiem 17:33,6 (w eliminacjach, wynikiem 17:32,4 poprawił własny rekord Polski), a na 400 metrów stylem dowolnym odpadł w eliminacjach, z wynikiem 4:23,3 (11 czas eliminacji – był to nowy rekord Polski na tym dystansie). Był także reprezentantem Polski w piłce wodnej (1965–1966).
Był odznaczony Srebrnym Krzyżem Zasługi, posiadał tytuł Zasłużonego Mistrza Sportu.
Jego ojciec, Ernest Langer (1917–1972) był medalistą mistrzostw Polski w pływaniu i działaczem pływackim.